# Eugène Riguidel
Eugène Riguidel est un navigateur français né le 24 novembre 1940 à Arradon (Morbihan). Il est vainqueur de la Transat en double en 1979.

## Biographie
Eugène Riguidel est le fils posthume d'Eugène Riguidel, mort le 4 juillet 1940 à Oran alors qu'il était maître mécanicien sur le contre-torpilleur Mogador,, lors du bombardement de Mers-El-Kébir.

### Carrière
- 1971 : 1er Le Cap-Rio ;
- 1974 : 1er de la Course de l'Aurore ;
- 1972-1976 : Transat ;
- 1978 : Route du Rhum avec le trimaran VSD, abandon ;
- 1979 : victoire obtenue sur la Transat en double. Avec Gilles Gahinet sur VSD, il bat le duo Éric Tabarly-Marc Pajot, sur Paul Ricard, de 5 minutes et 42 secondes à l'arrivée ;
- 1981 : 1er de la troisième étape de la Whitbread, une des plus célèbres de toutes les courses à la voile, sur Mor Bihan[3], un bateau imaginé et construit par trois jeunes architectes. Mor Bihan se classera 7e à l’issue de cette régate de 50 000 km et 2e des moins de 40 pieds. 13e en temps réel sur 20 à l’arrivée. Il y avait 29 partants ;
- 1982 : Route du Rhum avec le trimaran William Saurin (plan Kelsall construit en sandwich par le chantier Barberet à Rennes), 18e en temps réel sur 21 à l’arrivée (sur 53 partants) en 22 jours 1 heure 28 minutes 11 secondes, unique unité de la classe O ;
- 1983 : 2e de la Transat en double Lorient-Les Bermudes-Lorient sur William Saurin, trimaran de 27,10 mètres ; équipier : Jean-François Le Menec.
- 1984 : 4e/49  Québec-Saint Malo en 9 j 19 h 58 s à 1 jour exactement du 1er.

Il abandonne ensuite, en 1985, la compétition nautique, « lassé de la course au sponsoring qu’impose le sport de haut niveau, », et n'étant pas intéressé par le jeu des médias, il préfère vivre pauvre mais libre. Il dit d'ailleurs : « La liberté ne se réclame pas. Elle existe, il faut la prendre et la vivre. ».
C'est ainsi qu'il se passe même de la propriété d'un anneau dans le port de sa ville natale, grâce au système du va-et-vient (sa "plate est amarrée par un bout à terre, et il peut ainsi haler son embarcation quand il le veut). Il participe à des régates en amateur (les jangadas à Brest, la régate de l'île-aux-Moines).
Il parraine l'Imoca de Guirec Soudée lors de la Route du Rhum 2022.

### Vie militante
En 1968, il donne la conférence de Rostan comme citoyen du monde pour sortir du nucléaire.
Ces choix de vie se retrouvent dans ses choix politiques, oscillant entre anarchisme et militantisme écologique (il est vice-président de l'association Menhirs libres). Il a été interpellé en 2006 lors des manifestations antinucléaires (Sortir du nucléaire, Greenpeace, etc) contre l'importation de plutonium américain à l'usine de retraitement de la Hague. Il fut également poursuivi pour avoir bousculé un des gardiens du château de Josselin (occasionnant six jours d'ITT) lors d'une manifestation à l'occasion des Journées européennes du patrimoine en 2004, mais fut relaxé des poursuites par le tribunal de police,.
En août 2014, il apporte son soutien à l'Association Sea Shepherd lors du Grindstop 2014 pour la protection des globicéphales aux îles Féroé. Lors des élections départementales de 2015, il fait partie du comité de soutien aux candidats de l'Union démocratique bretonne (UDB).
Le 12 avril 2021, à 80 ans, Eugène Riguidel se lance dans une grève de la faim pour dénoncer l’installation d’une antenne 5G d'Orange sur la commune de Landaul où il vit. Le 20 avril, Orange suspend son projet et Riguidel arrête sa démarche.
Le 2 octobre 2024, il s'est menotté, avec Jo Le Guen, aux grilles de l'usine nippone Toyota de Valenciennes pour demander la libération de Paul Watson (Sea Shepherd).

## Publications
- Deux pour vaincre paru en 1979, avec le navigateur Gilles Gahinet.
- Les vents de novembre - journal de bord du William Saurin, édité par Aventures extraordinaires, 1983.
- Le voyage idéal.
- Cap sur l'étrave.
- À la cocotte les huîtres.

## Hommages
Il est cité dans la chanson de Renaud, Dès que le vent soufflera, aux côtés d'autres grands navigateurs français :
Mais Tabarly, Pajot

Kersauson et Riguidel

naviguent pas sur des cageots

ni sur des poubelles !

## Distinctions
- Ordre de l'Hermine, promotion 2015, collier de l'ordre remis le 19 septembre au Palais des arts de Vannes.